# Swalmen

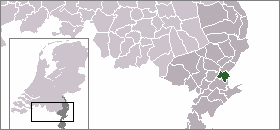
Swalmens läge

Swalmen är en historisk kommun i provinsen Limburg i Nederländerna. Kommunens totala area är 24,32 km² (där 1,89 km² är vatten) och invånarantalet är på 8 807 invånare (2005).